# Andrena triquestra
Andrena triquestra är en biart som beskrevs av Laberge 1986. Andrena triquestra ingår i släktet sandbin, och familjen grävbin. Inga underarter finns listade i Catalogue of Life.